# Frederico IV, Bispo de Utreque
Frederico de Baden (em alemão:  Friedrich von Baden; 9 de julho de 1458 – Lier, 24 de setembro de 1517) foi um nobre alemão, pertencente à Casa de Zähringen.
Foi Príncipe-bispo de Utreque de 1496 a 1517.

## Biografia
Frederico era filho do Marquês Carlos I de Baden-Baden e de Catarina da Áustria, irmã do imperador Frederico III.
Ele foi Cónego em Colónia antes de ser eleito Bispo de Utreque dadas as fortes pressões do seu primo direito, o imperador Maximiliano I. O imperador esperava que Frederico, sendo filho de uma princesa austríaca, favorecesse os interesses dos Habsburgos no bispado de Utreque.
Contudo, os estados de Utreque atuaram de forma independente e aproximaram-se de Carlos II, Duque de Gueldres. Frederico tentou atuar de forma firme, mas a luta de fações tornou-se excessiva para ele.
Em 1514, quando foi revelado que ele pretendia entregar o bispado ao candidato apoiado pelo rei Luís XII de França, ele perdeu o apoio do imperador Carlos V, que o forçou a resignar, em 9 de maio de 1517. Carlos V conseguiu, depois, que Filipe de Borgonha fosse eleito.
Após a sua morte, Frederico foi sepultado na igreja da Colegiada (Stiftskirche), em Baden-Baden.

## Brasão de armas

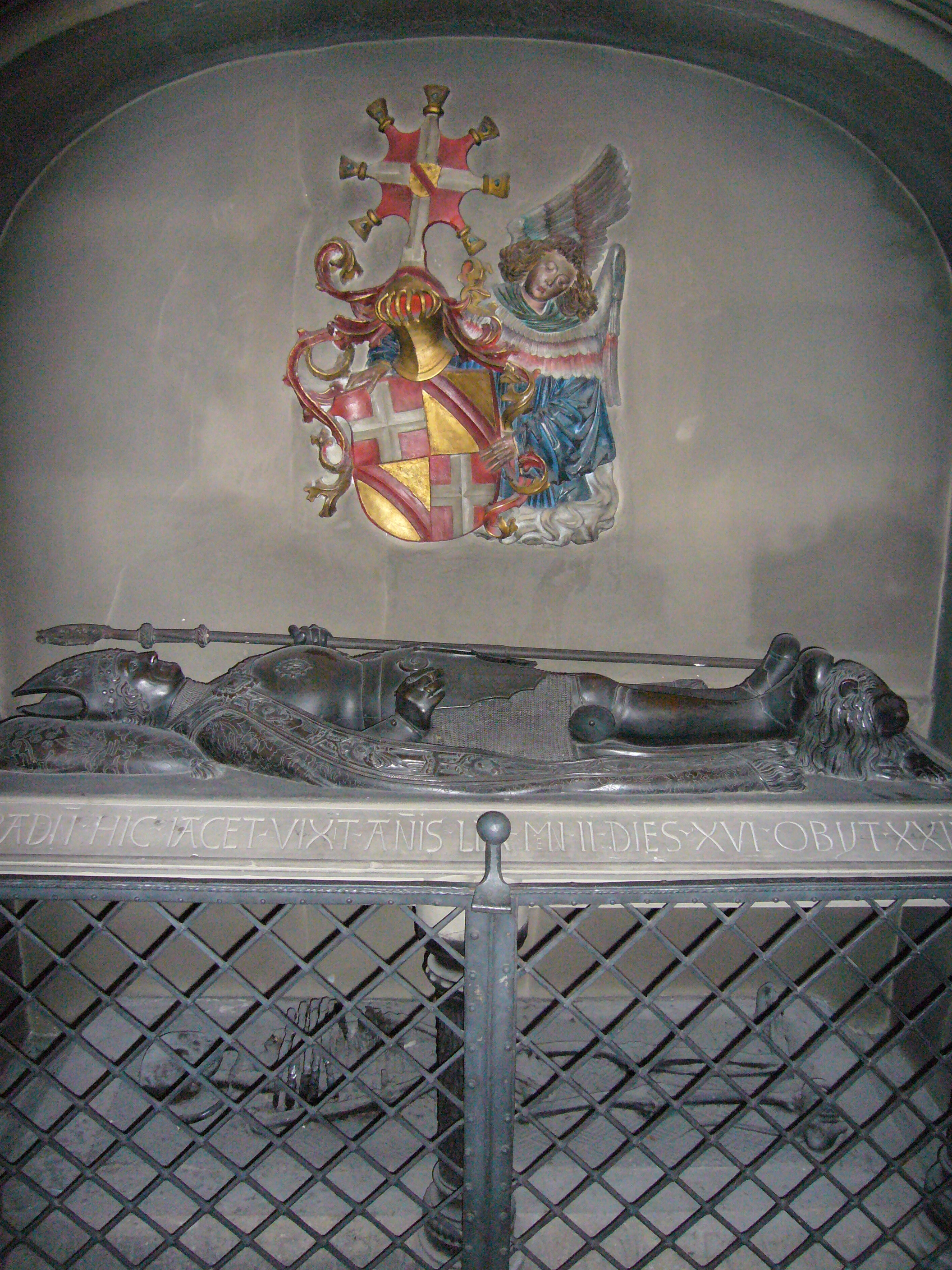
Túmulo de Frederico de Baden com o seu escudo de armas

O brasão de armas do Príncipe-bispo Frederico IV, combinava a cruz do Principado-Bispado de Utreque com a tradicional banda de Baden. A descrição heráldica seria:
- esquartelado, no I e IV quartéis uma cruz de prata em campo de gules, e no II e III uma banda de gules em campo de ouro  (ver fotografia ao lado).